# Jürgen Stroop
Jürgen Stroop (Detmold, 26 settembre 1895 – Varsavia, 6 marzo 1952) è stato un generale tedesco delle Waffen-SS e della Ordnungspolizei.
In qualità di SS- und Polizeiführer ("Comandante delle SS e della polizia") del distretto di Varsavia, Stroop diresse in maniera brutale e spietata le operazioni di repressione della rivolta scoppiata nel ghetto della città tra l'aprile e il maggio 1943.

## Biografia
Dopo avere compiuto solo gli studi elementari, Stroop (figlio di un agente di polizia) trovò impiego presso l'ufficio catastale della sua città natale di Detmold, nel quale lavorò fino allo scoppio del primo conflitto mondiale, quando si arruolò come volontario nell'esercito tedesco. Nel corso delle operazioni belliche Stroop venne ferito e ottenne la Croce di Ferro di seconda classe. Al termine del conflitto, durante il quale aveva raggiunto il grado di sergente, egli tornò al suo impiego al catasto.

### Primi incarichi
Nel luglio 1932 Stroop si iscrisse al Partito nazista ed entrò nelle SS. Dopo l'ascesa al potere di Adolf Hitler, avvenuta il 30 gennaio 1933, Stroop ottenne il primo importante incarico come comandante di un'unità della polizia ausiliaria. L'anno successivo venne promosso dal grado di SS-Oberscharführer (maresciallo) a quello di SS-Hauptsturmführer (capitano), scalando rapidamente la gerarchia delle SS. In seguito lavorò all'interno dell'amministrazione delle SS a Münster e Amburgo, venendo nuovamente promosso nell'autunno 1938 al grado di SS-Standartenführer (colonnello). Dopo l'invasione della Polonia, avvenuta nel settembre 1939 e che diede avvio alla seconda guerra mondiale, Stroop venne nominato comandante della sezione SS di Gniezno. Nel maggio 1941 egli decise di cambiare il suo nome da Josef in Jürgen, probabilmente perché lo riteneva più ariano.
Dopo l'inizio dell'Operazione Barbarossa (invasione tedesca dell'Unione Sovietica) nel giugno 1941, Stroop passò un breve periodo al comando di una compagnia della 3. SS-Panzerdivision "Totenkopf". Dal dicembre 1941 proseguì la sua carriera ricoprendo una serie di incarichi di polizia nella lotta antipartigiana sul fronte orientale, specialmente in Ucraina dove divenne responsabile della sicurezza dei trasporti nell'area di Leopoli-Stalino. Gli incarichi operativi vennero interrotti diverse volte dalla partecipazione a corsi formativi che avevano lo scopo di preparare sempre meglio i responsabili delle operazioni di polizia del Terzo Reich ad affrontare la repressione delle popolazioni conquistate.
Il 19 aprile 1943 Stroop venne incaricato dal Reichsführer-SS Heinrich Himmler di assumere il comando della polizia e delle SS nel distretto di Varsavia, in sostituzione dell'SS-Brigadeführer (Maggior generale) Ferdinand von Sammern-Frankenegg, dimostratosi troppo debole nella repressione dell'insurrezione degli ebrei rinchiusi nel ghetto di Varsavia scoppiata in quei giorni.

### L'insurrezione del ghetto di Varsavia
Il ghetto di Varsavia, istituito dalle forze di occupazione tedesche nel novembre 1940, rappresentava uno dei più grandi ghetti d'Europa. Nel corso degli anni le condizioni di vita degli ebrei qui rinchiusi erano peggiorate progressivamente a causa del sovraffollamento, del brutale ritmo di lavoro imposto dai tedeschi e, a partire dal 1942, dalle massicce deportazioni verso il campo di sterminio di Treblinka. Tra il novembre 1940 e la fine del 1942 la popolazione del ghetto passò da circa 380.000 unità a 50-60.000. Gli ebrei rimasti capirono che non esisteva speranza di sopravvivenza (erano filtrate informazioni relative al destino di coloro che venivano trasferiti a Treblinka) e decisero di resistere, organizzando una rivolta armata guidata dalla Żydowska Organizacja Bojowa ("Organizzazione ebraica di combattimento") che aveva come leader il ventitreenne Mordechaj Anielewicz. Il 19 aprile 1943 gli affamati e male armati ebrei affrontarono le truppe penetrate nel ghetto, accogliendole con fuoco di pistole, fucili e mitragliatrici e bersagliandole con il lancio di bottiglie molotov, riuscendo in ultimo a respingerle.
Vistosi respinto, Stroop (che disponeva di circa 2.000 uomini) decise di affrontare la situazione incendiando e facendo saltare mediante esplosivo ogni edificio all'interno del ghetto, per costringere i rivoltosi a uscire allo scoperto. Egli diede immediata attuazione ai suoi propositi, iniziando meticolosamente a radere al suolo ogni costruzione e catturando (o uccidendo) coloro che, asfissiati dal fumo, uscivano dai palazzi in fiamme. Il destino dei prigionieri era l'immediata deportazione e lo sterminio effettuato presso il campo di Treblinka.

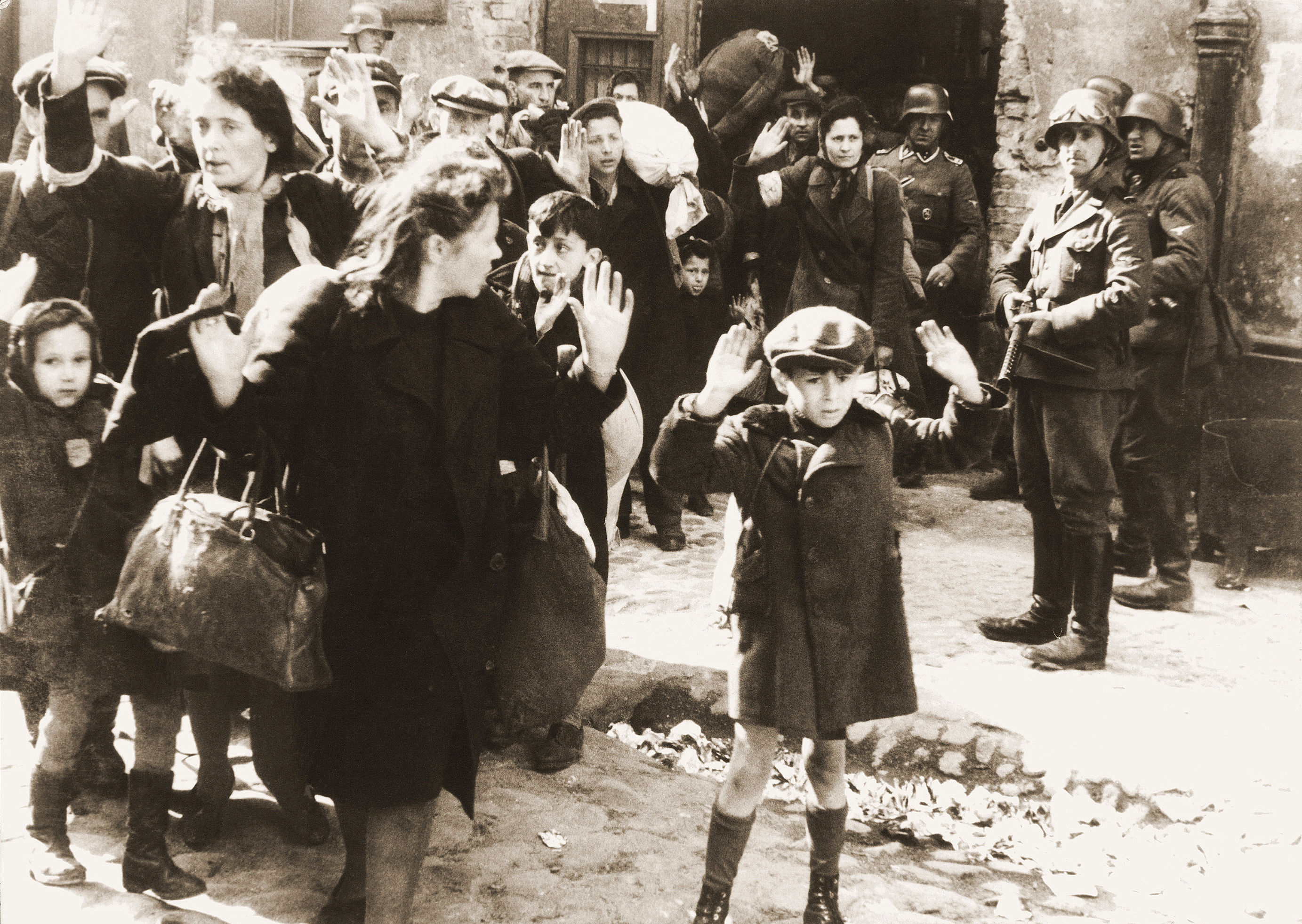
Foto della Rivolta del ghetto di Varsavia allegata da Stroop nel suo rapporto ad Heinrich Himmler nel maggio 1943. Didascalia della foto: "Scovati con forza dalle loro buche". A destra con il mitra è Josef Blösche.

Il 16 maggio 1943 Stroop, dopo aver soffocato nel sangue la ribellione, fece saltare in aria la sinagoga grande di Varsavia per festeggiare la conclusione della vittoriosa operazione. Nel quotidiano rapporto telegrafico inviato al suo superiore SS-Obergruppenführer Friedrich Wilhelm Krüger, comandante delle SS e della polizia del Governatorato Generale, Stroop scrisse esultante:
((EN) The Stroop Report: The Warsaw Ghetto is no More, su jewishvirtuallibrary.org, Jewish Virtual Library. URL consultato il 13 aprile 2022.)
Nei giorni successivi Stroop compilò per Himmler un lungo rapporto di 75 pagine, dal titolo Il ghetto ebraico di Varsavia non esiste più, relativo alle operazioni svolte e coadiuvato da un album fotografico contenente 49 immagini della distruzione del ghetto. Il rapporto e le foto vennero utilizzati nel corso del processo di Norimberga per dimostrare le atrocità commesse nei confronti del popolo ebraico. L'album fotografico realizzato in 3 copie (per Himmler, Krüger e per lo stesso Stroop) da un fotografo tedesco al seguito delle truppe, e montato con una serie di didascalie esplicative per ogni immagine, contiene alcune delle fotografie più significative e conosciute dell'Olocausto.

### Comandante delle SS e della polizia in Grecia
Il successo ottenuto nella distruzione del ghetto di Varsavia procurò a Stroop la promozione a comandante delle SS e della polizia in Grecia, incarico che ottenne l'8 settembre 1943. Desideroso di mettersi nuovamente in mostra presso gli alti comandi SS, si alienò le simpatie del tenente generale Alexander Löhr, comandante del Gruppo d'Armate E responsabile delle operazioni nello scacchiere balcanico.
Appena giunto in Grecia, Stroop convocò il Primo ministro del governo collaborazionista greco, Ioannis Rallis, comunicandogli che avrebbe dovuto da allora in poi rispondere esclusivamente a lui e vietandogli di comunicare con il quartier generale di Löhr a Salonicco senza esplicito permesso. Pochi giorni dopo il suo insediamento fece un violento discorso radiofonico antisemita, obbligando tutti gli ebrei greci a registrarsi presso le autorità tedesche nel giro di pochi giorni. Nel contempo Stroop si arrogò la giurisdizione di tutte le operazioni di guerra antipartigiana in Grecia, fino ad allora sotto il controllo di Löhr.
Tutte queste operazioni causarono il violento risentimento di Löhr e di Hermann Neubacher, rappresentante politico del Terzo Reich per l'Europa sud-orientale, che era stato altresì attaccato da Stroop con allusioni all'errata condotta politica mantenuta in Grecia. Neubacher contattò allora Ernst Kaltenbrunner, suo vecchio amico e potente capo del Reichssicherheitshauptamt ("Ufficio centrale per la sicurezza del Reich"), riferendogli che l'indelicatezza politica e il violento estremismo di Stroop erano forse adatti per le operazioni in Polonia, ma che non si addicevano alla situazione greca. Per questo il 4 ottobre 1943 Kaltenbrunner richiamò in Germania Stroop per affidargli un nuovo incarico politicamente meno pericoloso.

### Ultimo incarico, cattura e processo
Stroop venne nominato comandante delle SS e della polizia per la regione Rhein-Westmark (con sede del quartier generale a Wiesbaden) l'11 novembre 1943 e ricoprì tale incarico fino al termine del conflitto.
Arrestato dalle forze americane nel maggio 1945, Stroop venne processato dal tribunale militare statunitense stabilito a Dachau e condannato a morte il 21 marzo 1947 per l'uccisione di alcuni aviatori alleati catturati. Prima che la sentenza venisse eseguita, però, venne estradato in Polonia, dove fu nuovamente processato e condannato a morte da un tribunale polacco per il ruolo avuto nella distruzione del ghetto di Varsavia. La sentenza venne pronunciata il 18 luglio 1951 e Stroop venne impiccato il 6 marzo 1952 nel luogo dove era sorto il ghetto.
Durante il periodo di prigionia in Polonia, Stroop condivise la cella per 255 giorni con Kazimierz Moczarski, giornalista e membro della Resistenza polacca non comunista. Stroop raccontò al compagno di cella le sue vicende personali e soprattutto il suo ruolo nella distruzione del ghetto di Varsavia.
Dopo la sua liberazione nel 1956, Moczarski cominciò a scrivere un libro, basato sui ricordi di Stroop, verificandoli meticolosamente e integrandoli con la documentazione disponibile. Il risultato del suo lavoro uscì dapprima in rivista in Polonia tra il 1972 e il 1974, sottoposto ad interventi della censura del regime comunista, e successivamente in volume, intitolato Conversazioni con il boia. L'edizione definitiva, in cui sono state reintegrate le parti tolte dalla censura, è uscita in Polonia nel 1992.